# Alimentation par le sol

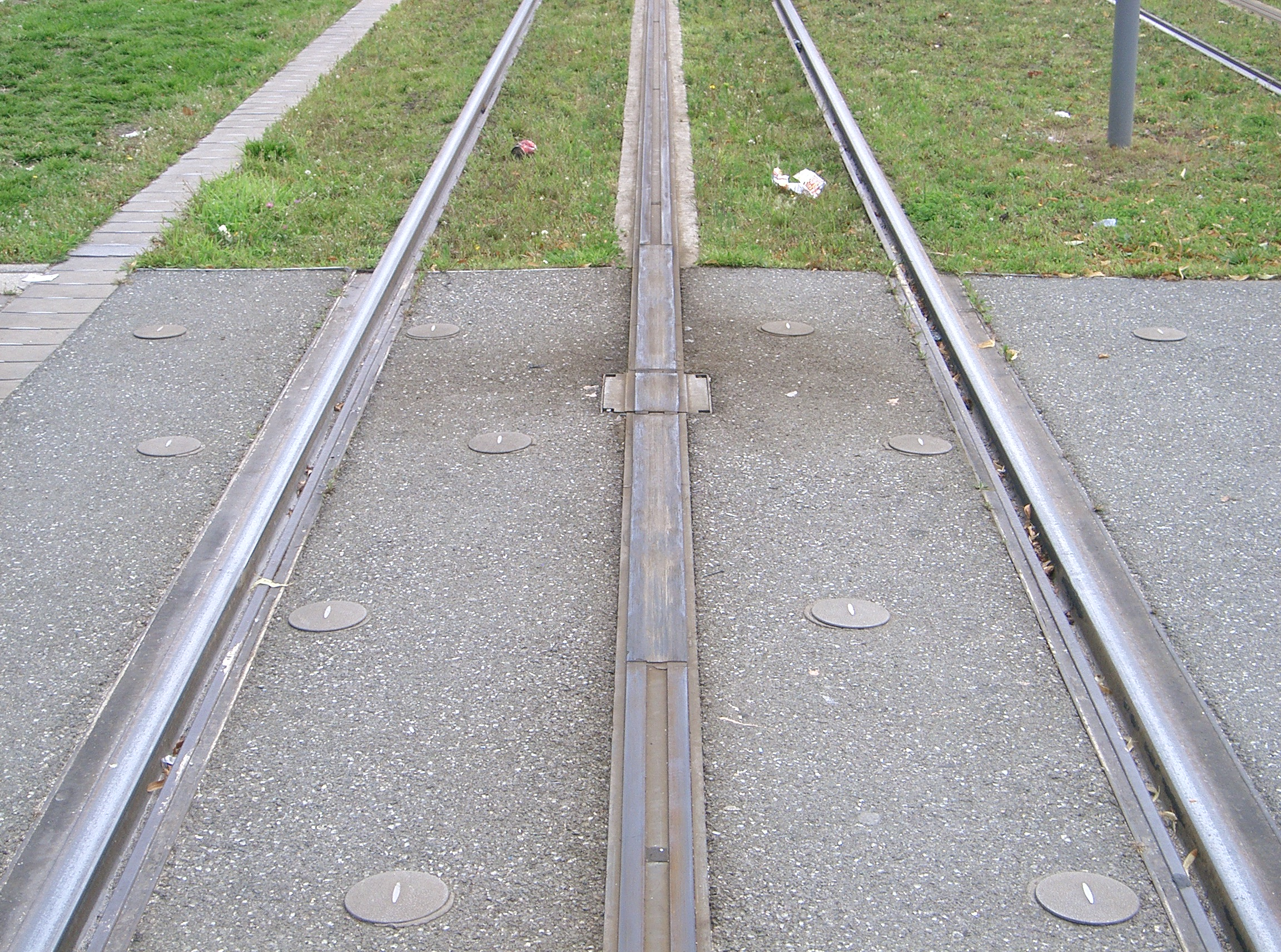
Rail central d'alimentation par le sol du tramway

Pour les articles homonymes, voir APS.
L'alimentation électrique par le sol (APS) est une méthode d'alimentation pour tramways se substituant, dans certaines zones de centre-ville ou de rues étroites, à la ligne aérienne de contact (LAC). Cette technologie est destinée aux transports électriques sur espaces partagés avec d'autres modes. La récupération de l'énergie de freinage est possible. Son développement, sous ses différentes technologies, s'affirme, surtout depuis 2009, le marché attire de plus en plus d'entreprises.

## Les solutions du début duXXesiècle
Dès la fin du XIXe siècle, des ingénieurs s'intéressèrent à l'alimentation des tramways électriques directement par le sol. Déjà à cette époque, les municipalités étaient réticentes à l'établissement de lignes aériennes dans les quartiers historiques. La première expérience fut menée par Jean Claret un entrepreneur de travaux publics dont le bureau d’études est à l’origine de la première ligne de tramway électrique en France en 1888 à Clermont-Ferrand, puis du funiculaire de La Bourboule en 1896. Son système qui équipa en 1894  la ligne de tramways Pont Lafayette-Parc de la Tête d'Or à Lyon était simple avec des plots installés dans l'axe de la voie. Ce système modifié, système Claret-Vuilleumier, équipa également en 1896 la ligne Place de la République à Paris-Romainville. Ce système séduisant qui permettait de s'affranchir du fil aérien ou du transport de batteries à bord des voitures avait cependant ses limites. Pour des raisons de sécurité, les plots ne devaient être mis sous tension que lors du passage des tramways. Ceci nécessitait des solutions techniques difficiles à mettre en œuvre et qui ne donnèrent jamais parfaitement satisfaction.
Les différents systèmes de plots utilisés à Paris peuvent se classer en deux catégories : les systèmes à distributeurs pour lesquels les plots sont successivement mis sous tension par un distributeur commandant une série de contacts (systèmes Claret-Vuilleumier et Vedovelli) et les systèmes à plots indépendants comprenant chacun leur appareillage de commande (systèmes Diatto et Dolter).
Tous les systèmes à plots souffraient des mêmes maux récurrents : l'impossibilité d'obtenir à coup sûr la mise sous tension et surtout la coupure d'alimentation après le passage du tramway. Il en résultait un grand danger pour les piétons et les chevaux.
Tous ces systèmes disparurent en France dès 1910 et furent remplacés par des installations à caniveaux dans lesquels la voiture captait son énergie à l'aide d'une charrue pénétrant dans une tranchée où étaient établis deux petits rails d'alimentation.

## La technologie Innorail

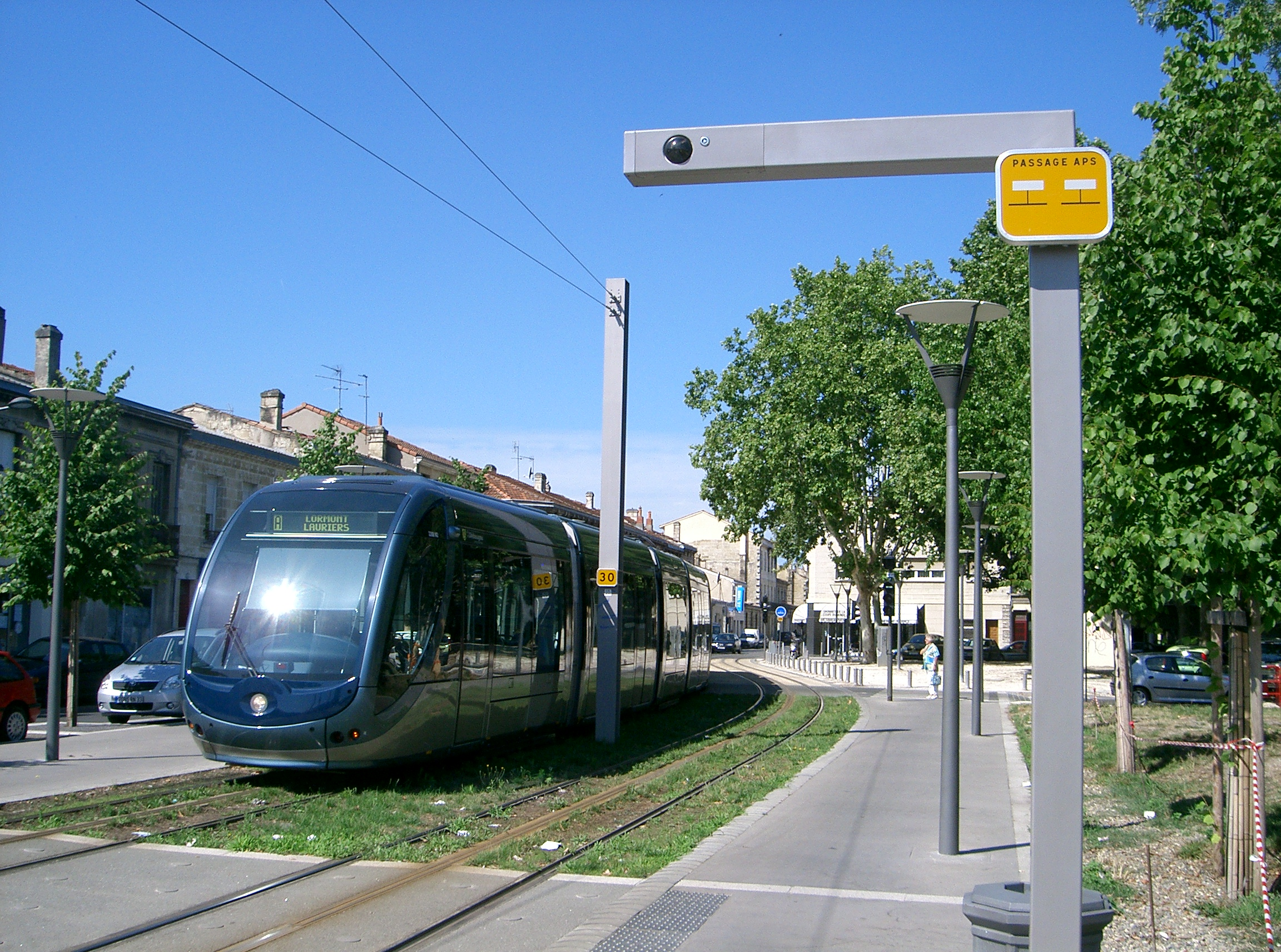
Point de passage entre l'alimentation par les LAC et l'APS (tramway de Bordeaux)

Un procédé d'alimentation en courant électrique de véhicules électriques fut mis au point par l'inventeur Michael Goulet avec demande de brevet déposé en décembre 1992 à l'Institut national de la propriété industrielle publié en avril 1994. Ce procédé fut adapté par Innorail, une filiale de la SGTE (groupe Spie) créée en novembre 1996 et basée à Vitrolles qui déposa un brevet le 30 avril 1997. La société, dissoute en 2009, est devenue filiale Alstom en 2004.
Le système se compose schématiquement, : 
- d’un dispositif au sol comprenant un rail d’alimentation au milieu des deux autres (troisième rail central) et les coffrets permettant de capter le courant continu à partir du réseau local, ce sont eux qui alimentent le rail central ;

- d’un système embarqué de captation du courant (frotteurs) et de détection de la rame (antennes) ;

- d’un système intégré à la rame, assurant le dialogue entre le matériel roulant et le dispositif APS embarqué. Il assure le fonctionnement du système de traction et de freinage, de la cabine de pilotage et des autres systèmes électriques de la rame.

Le rail d'alimentation est segmenté en tronçons qui sont alimentés uniquement lorsqu'ils sont entièrement recouverts par le tram, évitant ainsi tout risque d'électrocution pour les autres usagers (piétons, cycles, motocycles).

### Les essais
Le 24 avril 1998, une convention de partenariat fut signée entre la Régie des Transports de Marseille et la société SGTE afin de procéder à la réalisation concrète du brevet. Le site propre de la tranchée Blancarde fut retenu. Tous les aménagements et essais préliminaires eurent lieu de nuit, afin de laisser libre la circulation du tramway en journée (ligne 68). L'expérimentation s’avéra difficile. Les premiers matériels de coupures traction-continue étaient issus de la gamme des produits de source tension-alternative. Le premier essai eut lieu dans la nuit du 20 avril 1999, sur une longueur de 350 mètres. D'autres essais se déroulèrent sur le site d'Alstom, à Aytré (Charente-Maritime).
A la fin du siècle dernier les premiers constructeurs, Spie-Innorail dispositif (APS), Alstom (dispositif ALISS) et Ansaldo (dispositif Stream) annoncent leurs résultats de recherches,.Les revues spécialisées détaillent ces nouvelles technologies,,.

### La résolution des difficultés initiales de la première expérimentation mondiale
C'est à Bordeaux que fut réalisée en 2003 la première implantation commerciale dans le monde de cette technologie : la ville a pu ainsi conserver son centre historique sans dénaturer le paysage urbain par l'utilisation de câbles aériens. Les premiers essais commencent en juin 2003 et la Communauté Urbaine de Bordeaux reçoit le 21 octobre le premier arrêté préfectoral l'autorisant à commencer les essais du système Innorail sur la voie publique et sans restriction d'accès pour les piétons. Mais après la mise en service, le système ne fit pas la démonstration de la disponibilité et de la fiabilité attendue.
Après une difficile période de mise au point et le règlement de nombreuses difficultés techniques, le système dépassa le stade de l'expérimentation pour rentrer dans celui de l'exploitation normale. Pendant les premiers mois de 2004, tandis que la mairie s'impatiente,,, jusqu'à sept versions ont été installées. Innorail a procédé aux améliorations suivantes : 
- renfort de l'isolation électrique des jeux de barres (liaisons en cuivre qui transportent le courant en amont et en aval des contacteurs) ;
- changement du matériau utilisé pour les frotteurs, afin d'augmenter leur durée de vie et diminuer leur coût d'entretien ;
- surmoulage de l'ensemble des cartes électroniques dans une résine de plusieurs millimètres d'épaisseur ;
- affinage de la détection du signal qui annonce l'arrivée d'un tramway ;
- mise en place d'aimants supplémentaires pour chasser au plus vite un arc électrique pouvant se produire à l'ouverture des contacteurs ;
- ajout d'un système de drainage des eaux.

Malgré une amélioration sur le front des pannes, celles-ci sont restées fréquentes jusqu'en octobre 2005 et la question de l'abandon de l'APS avait été ouverte. Cependant, une transformation de la ligne en tramway à alimentation aérienne aurait été synonyme de travaux coûteux et aurait entraîné l'interruption de la circulation des tramways pour plusieurs mois. La Communauté urbaine de Bordeaux en tant qu'autorité organisatrice de transports a donc adressé un ultimatum au constructeur Innorail pour faire chuter le taux de pannes sous la barre des 1 % avant la fin de l'année 2005.
Depuis 2005, des progrès considérables en matière de fiabilité du système ont été réalisés, le taux de disponibilité du matériel dépassant désormais les normes fixées par la CUB à plus de 99 % - proche de 100 % pour la ligne C mise en service en avril 2004 ou pour les extensions de la ligne A. Le tramway de Bordeaux totalise 14 km en APS,. Ces bons résultats ont été couronnés du trophée de l'innovation dans la catégorie Environnement / Énergie au salon Transports Publics en 2006. Des essais ultérieurs permirent de renforcer la disponibilité et la fiabilité du système qui fonctionne à Bordeaux sur 28 km de voies simples. Cette fiabilité se maintient dans le temps.

### Les mises en service commerciales après Bordeaux
L'APS Innorail repris par Alstom équipe sur tout le parcours ou certaines sections le tramway d'Angers, celui de Reims, celui d'Orléans et celui de Tours en septembre 2013.
Les autres utilisateurs de l'alimentation par le sol Alstom sont : 
- en avril 2011, la ville de Reims utilise ce système dès l'inauguration de son nouveau tramway pour les portions des lignes A et B situées en centre-ville, soit 2 km sur les 12 km.
- en juin 2011, le tramway d'Angers[29] ouvre avec deux portions d'APS sur la première ligne, 1,5 km sur les 12 km de la ligne.
- en septembre 2006 l'agglomération d'Orléans commande un tramway Alstom[30] pour la ligne B avec 2,1 km en APS sur 12 km, qui est inauguré le 30 juin 2012.
- le 30 août 2013, le tramway de Tours ouvre avec 1800 mètres d'APS sur la première ligne du tramway[31], soit 2 km en APS pour un linéaire total de 15 km[32].
- signature du contrat en juin 2008 pour la ligne Al Sufouh du tramway de Dubaï, mise en service en novembre 2014, première ligne intégralement en alimentation par le sol[3].
- démarrage du projet du tramway de Cuenca (Equateur) en octobre 2013 avec une partie d'APS dans le centre historique de la ville, soit 2 km sur 10 km au total, inauguré en novembre 2015[33].
- signature du contrat en septembre 2013 et en juin 2016, le tramway de Rio (Brésil) est inauguré pour les Jeux Olympiques. Il combine la solution APS avec un système de stockage d'énergie à base de supercondensateurs[34].
- en décembre 2014, la ville de Sydney (Australie) retient la solution APS (2 km) pour sa seconde ligne de tramway[35] inaugurée en décembre 2019.
- en juin 2014, le contrat du tramway de Lusail (Qatar) est signé. Ce projet est majoritairement réalisé en APS[36]. Le tramway sera inauguré au premier semestre 2020[37].
- en avril 2018, la ville d’Istanbul commande une solution complète d'alimentation par le sol[38].

Selon Alstom, 92 km de voies simples de tramway fonctionnent avec une alimentation électrique par le sol.

### Aspects économiques en France
A Bordeaux le surcoût de la solution fut de 15 millions d'euros pour la première phase. Le surcoût de la solution APS, d'alimentation par le sol, serait de l'ordre de 2,5 millions d’euros par kilomètre et de 50 000 € par rame, par rapport à l'alimentation par ligne aérienne de contact. Ce surcoût est à rapprocher du coût de construction du km de tramway qui varie de 15 à 30 millions d’euros par km. La solution représente donc un surcoût de l'ordre de 10% à 20%. Malgré le surcoût le système suscite un intérêt de la part des villes voulant se doter d'un tramway.

### Expérimentations pour application aux véhicules routiers
Alstom expérimente en Suède une application d'alimentation par le sol qui consiste à faire rouler un camion équipé d'un patin au niveau d'un rail électrique. En 2015, Alstom lance une offre APS aux camions hybrides ainsi qu'une solution de recharge statique par le sol adaptée à la fois aux tramways et aux bus électriques équipés de supercondensateurs. Les supercondensateurs sont plus rapidement rechargeables que les batteries et peuvent stocker une quantité d'énergie plus importante avec une durée de fonctionnement plus longue. Les expérimentations continuent.

## Les technologies Tramwave d'Ansaldo, le Primove de Bombardier
En 2009, deux sociétés présentent leurs solutions d'alimentation électrique par le sol.

### Le TramWave d'Ansaldo

#### Les premières expérimentations
Les premiers essais d'Ansaldo se déroulent à Trieste à partir de la fin du siècle passé. Les commutations sont réalisées par une bande de matériau ferromagnétique prise en sandwich entre deux conducteurs et attirée lors du passage du véhicule par des aimants permanents embarqués. Une expérimentation du système STREAM (Système de Transport Électrique à Attraction Magnétique) en grandeur réelle à partir de juillet 2001 avec deux bus est réalisée sur un premier tronçon expérimental de trois km en voie double. Les véhicules sont équipés d'une batterie de traction embarquée dimensionnée pour pouvoir parcourir cinq km en cas de panne de l’alimentation du système, l'un d’une batterie nickel-métal-hydrure et l'autre d’une batterie nickel-cadmium. L'expérimentation ne semble pas avoir donné des résultats concluants.

#### Le système TramWave, le principe
Ce n'est qu'en 2009 qu'Ansaldo annonce disposer d'une technologie de tramway sans caténaire pour commercialisation. Cette solution revient à insérer dans le sol, entre les rails de roulement, de petites sections alimentées sous forme de boîtiers de 3 à 5 m de long couronnés par une suite de plaques de contact en acier. L’alimentation du matériel roulant est assurée par des frotteurs rétractables,,. Ansaldo réalisa une ligne expérimentale de 600 mètres à Naples.

##### Les applications
Le premier contrat d'Ansaldo pour ce système sera signé en novembre 2013 pour construire une ligne de tramway de 8,7 km de voie double sans ligne aérienne de contact  à Zhuhai. Cette ligne a été mise en service en 2015, de même qu'un tronçon de 4 km sur une ligne du tramway de Beijing.

### Le Primove de Bombardier
La société Bombardier a présenté en janvier 2009 lors du salon Innotrans à Berlin le système Primove qui permet d’alimenter sans contact un tramway lorsque celui-ci est en mouvement. Les équipements au sol sont réduits par rapport à la solution troisième rail d'Innorail. Cette technologie est également applicable à la recharge de batteries d'autobus. Les batteries embarquées permettent aux tramways Bombardier de parcourir plus de 40 km sans caténaire. Des expérimentations se déroulèrent sur le site de Mannheim depuis 2003.

#### Le principe, la captation inductive
Le principe de transmission d’énergie est la captation inductive,. Le système d’émission, enterré dans le sol, constitue le primaire. Il est composé de grandes boucles de courant non connectées entre elles. Le système de réception fixé sous le tramway constitue le secondaire. Il est composé d’un bobinage et d’un circuit magnétique. Comme pour les transformateurs classiques le transfert d’énergie se fait via les flux magnétiques échangés entre primaire et secondaire. Ce système, fonctionnant sur la voie publique, doit respecter les normes de compatibilité électromagnétique. Par conséquent, comme pour l’APS, les boucles de courants primaires alimentées sont uniquement celles qui sont totalement recouvertes par le tramway. Comme dans l'APS, dans cette solution l’équipement installé dans le sol nécessite un bon système de drainage des eaux.

#### Des supercondensateurs sur le toit
Le système se cumule avec des condensateurs installés sur le toit du véhicule qui stockent l’énergie de freinage du véhicule, puis la réutilisent durant l’accélération ou la marche. Cette solution réduit la consommation d’énergie dans une proportion pouvant atteindre 30 %. Cette technologie peut aussi accroître la performance du véhicule à l’accélération. Elle est fondée sur une technologie de condensateur à double couche (aussi appelée « ultracondensateurs »), dispositif de stockage qui capte l’énergie électrique libérée lors de l'utilisation des freins. Les accumulateurs des condensateurs se rechargent au moyen de l’énergie qui est transformée durant le freinage.

#### Les applications de la technologie
La première application de la technologie Bombardier fut réalisée en 2010 pour le tramway d'Augsbourg. Néanmoins l'expérimentation se poursuivit sur une section de 800 mètres et si les essais sont annoncés comme concluants en 2012, l'opérateur annonça ne pas vouloir renoncer aux caténaires.

## Systèmes électriques concurrents de l'APS

### Le Greentech de CAF
Cette solution sans caténaire proposée par la société CAF ne nécessite plus aucun équipement sur ou dans le sol. L’énergie est stockée à travers des équipements dédiés, basé sur des ultracapacités et des batteries ion-lithium, placés dans le train. Il s’agit alors de recharger ces équipements de stockage pendant le temps d'arrêt en station. L'énergie cinétique de freinage est également récupérée et transformée en énergie électrique. Le système fonctionne en 750 V continu.

#### Les applications de la technologie
La première application de la technologie CAF fut réalisée sur les cinq véhicules de la petite ligne du tramway de Séville en 2010. Les autres utilisateurs sont :
- en 2011, le tramway de Saragosse avec 11 tramways équipés
- en 2015, le tramway de Kaohsiung  avec 9 tramways équipés
- en 2017, le tramway de Grenade avec 13 tramways équipés
- en 2017, le tramway du Luxembourg avec 21 tramways équipés
- en 2019, le tramway de Birmingham avec 21 tramways équipés.

La société propose également le système d'équipements des ultracapacités et des batteries ion-lithium seul, en complément des caténaires, qui fonctionnent sur le tramway de Tallinn et celui de Cuiaba.

### Le Sitras HES de Siemens
Le système Sitras Hybrid Energy Storage de Siemens est similaire à celui de CAF : l'énergie est embarquée grâce à des équipements de stockage installés sur le toit. Les équipements se rechargent pendant les arrêts du tramway. La première expérimentation du système est opérationnelle depuis fin 2008 à Lisbonne. Avec un contrat obtenu en 2018, Siemens va installer le système sur les véhicules Avenio du tramway de Qatar Education City,, qui en est la première application clé-en-main sur la totalité du parcours.

### Le SRS d'Alstom
Alstom a mis au point pour le tramway de Nice le SRS (système de recharge statique par contact au sol). Il s'agit d'un système avec batteries où l'alimentation électrique par le sol ne se fait que lors des arrêts aux stations.